# Кандалінцево
Кандалі́нцево (рос. Кандалинцево) — село у складі Ташлинського району Оренбурзької області, Росія.

## Населення
Населення — 262 особи (2010; 276 у 2002).
Національний склад (станом на 2002 рік):
- росіяни — 72 %